# Forte de Nossa Senhora da Conceição da Lagoa
O Forte de Nossa Senhora da Conceição da Lagoa localizou-se na margem Leste da lagoa da Conceição, na antiga Freguesia de Nossa Senhora da Conceição da Lagoa, em Florianópolis, no litoral do estado de Santa Catarina, no Brasil.

## História
Acredita-se que tenha sido erguido por volta de 1775, por determinação do governador militar da ilha de Santa Catarina, Marechal Antônio Carlos Furtado de Mendonça (1775-1777) (GARRIDO, 1940:142), no contexto da iminência de uma invasão espanhola, concretizada em 1777.
A estrutura integra o levantamento feito pelo Ajudante de Infantaria com exercício de Engenheiro, José Correia Rangel para a Coroa portuguesa (Plano para servir de demonstração dos lugares fortificados da Ilha de Santa Catarina, 1786. in: Defesa da Ilha de Santa Catarina e do Rio Grande de São Pedro. Ministério da Guerra, Lisboa). Segundo o seu relatório, o comando do forte era então ocupado pelo Capitão Manuel Gonçalo Leite de Barros, estando artilhado com quatro peças de ferro montadas em carretas, sendo três de calibre 12 libras e uma de 8 lb, servidas por 581 balas, 3 arrobas de pólvora, além de conservar em depósito mais quatro peças avariadas, 37 granadas e outros apetrechos bélicos.
Historiográficamente, discute-se a sua exata localização:
- conforme a tradição oral, na barra do sangradouro da lagoa da Conceição, de frente para o Oceano Atlântico (CABRAL, 1972:14)
- conforme o plano de Correia Rangel, que o assinala fronteiro à Freguesia, às margens da lagoa. CABRAL (1972) registra, em apoio a esta hipótese, a existência de um ponto nessa situação, à época (1972) conhecido como "fortaleza" (op. cit., p. 14). SOUZA (1981) aponta o local chamado "fortaleza" no início do sangradouro da Lagoa.
- sobre a praia da Lagoa, perto da ponta da Galheta, abaixo da ilha das Aranhas, com a finalidade de guardar o ancoradouro da Lagoa, dando-o, à época (1885), como desmantelado ou desaparecido (SOUZA, 1885:126). Este mesmo autor, a propósito do Forte do Ribeirão, refere que as posições dele e do Forte da Lagoa, se acham indicadas em Carta, levantada em 1842, por José Joaquim Machado de Oliveira (op. cit., p. 126).